# Archichlora sola
Archichlora sola là một loài bướm đêm trong họ Geometridae.